# Speelgoedsymfonie
De speelgoedsymfonie of kindersymfonie (volledige titel: Cassatie in G-majeur voor orkest en speelgoedinstrumenten) is een compositie van Edmund Angerer (1740–1794), gecomponeerd voor orkest en een aantal speelgoedinstrumenten. Het werk wordt regelmatig rond Kerstmis uitgevoerd. Lange tijd werd gedacht dat het werk van Joseph Haydn of Leopold Mozart was.
De benaming symfonie is eigenlijk niet op zijn plaats, aangezien het werk een cassatie is. Een cassatie kan worden beschouwd als een soort van suite, die uit 7 delen kan bestaan.
De bezetting bestaat uit een aantal traditionele instrumenten, zoals violen, altviolen, celli, een contrabas, een hoorn en een trompet, maar ook uit speelgoedinstrumenten, zoals een koekoeksfluit, een kleine trom en een ratel.

## Noten

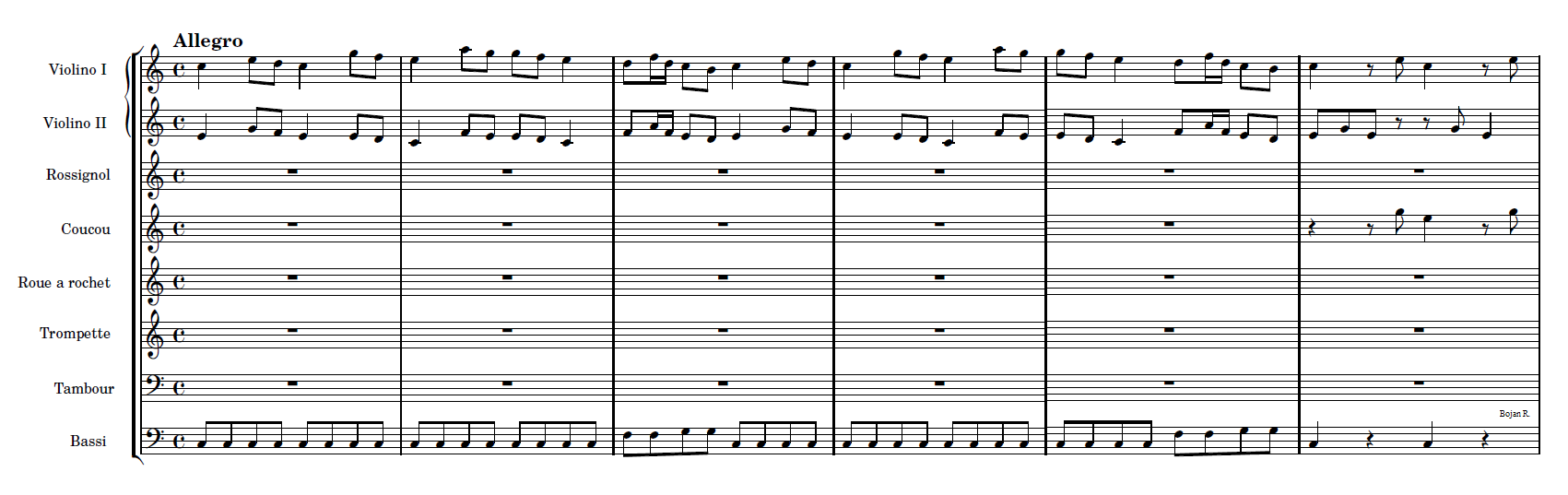
het begin van de speelgoedsymfonie

## Delen
Het werk telt 7 delen:
1. Marcia
2. Menuetto
3. Allegro
4. Menuetto
5. Allegretto
6. Menuetto
7. Presto